# Gregarinidra variabilis
Gregarinidra variabilis är en mossdjursart som först beskrevs av Moyano 1974.  Gregarinidra variabilis ingår i släktet Gregarinidra och familjen Flustridae. Inga underarter finns listade i Catalogue of Life.